# Montagu Love
Montagu Love, nato Harry Montague Love (Portsmouth, 15 marzo 1880 – Beverly Hills, 17 marzo 1943), è stato un attore britannico di teatro che si trasferì negli Stati Uniti dove continuò la sua carriera nel cinema muto, proseguendola in seguito fino a metà degli anni quaranta.
Usò anche il nome di Montague Love.

## Filmografia

### Attore
- The Suicide Club, regia di Maurice Elvey (1914)
- Hearts in Exile, regia di James Young (1915)
- The Face in the Moonlight, regia di Albert Capellani (1915)
- Sunday, regia di George W. Lederer (1915)
- A Royal Family, regia di William Nigh (1915)
- The Greater Will , regia di Harley Knoles (1915)
- The Devil's Toy , regia di Harley Knoles (1916)
- A Woman's Way, regia di Barry O'Neil (1916)
- Husband and Wife, regia di Barry O'Neil (1916)
- Friday the 13th, regia di Emile Chautard (1916)
- The Gilded Cage, regia di Harley Knoles (1916)
- The Hidden Scar, regia di Barry O'Neil (1916)
- The Scarlet Oath, regia di Frank Powell, Travers Vale (1916)
- Bought and Paid For, regia di Harley Knoles (1916)
- The Men She Married, regia di Travers Vale (1916)
- The Challenge, regia di Donald MacKenzie (1916)
- The Dancer's Peril, regia di Travers Vale (1917)
- Forget-Me-Not, regia di Émile Chautard (1917)
- Yankee Pluck, regia di George Archainbaud (1917)
- The Brand of Satan. regia di George Archainbaud (1917)
- The Guardian, regia di Arthur Ashley (1917)
- Rasputin, the Black Monk, regia di Arthur Ashley (1917)
- The Dormant Power, regia di Travers Vale (1917)
- The Awakening, regia di George Archainbaud (1917)
- The Good for Nothing, regia di Carlyle Blackwell (1917)
- Broken Ties , regia di Arthur Ashley (1918)
- Stolen Orders, regia di George Kelson, Harley Knoles (1918)
- The Cabaret, regia di Harley Knoles (1918)
- The Grouch, regia di Oscar Apfel (1918)
- The Cross Bearer, regia di George Archainbaud (1918)
- The Rough Neck, regia di Oscar Apfel (1919)
- La mano nell'ombra (The Hand Invisible), regia di Harry O. Hoyt (1919)
- The Quickening Flame, regia di Travers Vale (1919)
- Three Green Eyes, regia di Dell Henderson (1919)
- Through the Toils, regia di Harry O. Hoyt (1919)
- A Broadway Saint, regia di Harry O. Hoyt (1919)
- The Steel King, regia di Oscar Apfel (1919)
- She's Everywhere, regia di George Terwilliger - cortometraggio (1919)
- Man's Plaything, regia di Charles Horan (1920)
- The World and His Wife, regia di Robert G. Vignola (1920)
- The Riddle: Woman, regia di Edward José (1920)
- The Wrong Woman, regia di Ivan Abramson (1920)
- The Place of the Honeymoons , regia di Kenean Buel (1920)
- Shams of Society, regia di Thomas B. Walsh (1921)
- The Case of Becky, regia di Chester M. Franklin (1921)
- La vita è un sogno (Forever), regia di George Fitzmaurice (1921)
- Love's Redemption, regia di Albert Parker (1921)
- The Beauty Shop, regia di Edward Dillon (1922)
- What's Wrong with the Women?, regia di Roy William Neill (1922)
- Secrets of Paris, regia di Kenneth S. Webb (1922)
- The Darling of the Rich, regia di John G. Adolfi (1922)
- The Leopardess, regia di Henry Kolker (1923)
- Little Old New York, regia di Sidney Olcott (1923)
- The Eternal City, regia di George Fitzmaurice (1923)
- Un figlio del Sahara (A Son of the Sahara), regia di Edwin Carewe (1924)
- The Mad Marriage, regia di Frank P. Donovan (1925)
- Hands Up!, regia di Clarence G. Badger (1926)
- Il figlio dello sceicco (The Son of the Sheik), regia di George Fitzmaurice (1926)
- The Haunted Ship, regia di Forrest Sheldon (1927)
- Il veliero del diavolo (The Devil's Skipper), regia di John G. Adolfi (1928)
- Il vento (The Wind), regia di Victor Sjöström (1928)
- The Haunted House, regia di Benjamin Christensen (1928)
- L'ultimo avviso (The Last Warning), regia di Paul Leni (1929)
- L'albergo delle sorprese (Synthetic Sin), regia di William A. Seiter (1929)
- Silks and Saddles, regia di Robert F. Hill (1929)
- Trafalgar (The Divine Lady), regia di Frank Lloyd (1929)
- The Voice Within, regia di George Archainbaud (1929)
- Cercasi avventura (Bulldog Drummond), regia di F. Richard Jones (1929)
- Midstream
- Charming Sinners, regia di Robert Milton (1929)
- A Most Immoral Lady
- L'isola misteriosa (The Mysterious Island), regia di Benjamin Christensen, Lucien Hubbard e Maurice Tourneur (1929)
- Ecco l'amore! (Love Comes Along), regia di Rupert Julian (1930)
- The Cat Creeps, regia di Rupert Julian e John Willard (1930)
- L'uomo che sbancò Montecarlo (The Man Who Broke the Bank at Monte Carlo), regia di Stephen Roberts (1935)
- Il medico di campagna (The Country Doctor), regia di Henry King (1936)
- Il mendicante di Bagdad (Kismet), regia di John Francis Dillon (1930)
- His Double Life, regia di Arthur Hopkins (1933)
- Radiofollie (Sing, Baby, Sing), regia di Sidney Lanfield (1936)
- Parnell, regia di John M. Stahl (1937)
- Tovarich, regia di Anatole Litvak (1937)
- Il principe e il povero (The Prince and the Pauper), regia di William Dieterle e William Keighley (1937)
- London by Night, regia di William Thiele (1937)
- Adventure's End, regia di Arthur Lubin (1937)
- La leggenda di Robin Hood (The Adventures of Robin Hood), regia di Michael Curtiz e William Keighley (1938)
- I filibustieri (The Buccaneer), regia di Cecil B. DeMille (1938)
- Gunga Din, regia di George Stevens (1939)
- Passaggio a Nord-Ovest (Northwest Passage), regia di King Vidor (1940)
- Il segno di Zorro (The Mark of Zorro), regia di Rouben Mamoulian (1940)
- Il figlio di Montecristo (The Son of Monte Cristo), regia di Rowland V. Lee (1940)
- Signora per una notte (Lady for a Night), regia di Leigh Jason (1942)

### Film o documentari dove appare Montagu Love
- The Volunteer, regia di Harley Knoles - cameo (1917)
- Screen Snapshots, Series 2, No. 17-F
- The Voice of Hollywood No. 5
- The Voice of Hollywood No. 14
- Screen Snapshots Series 15, No. 11

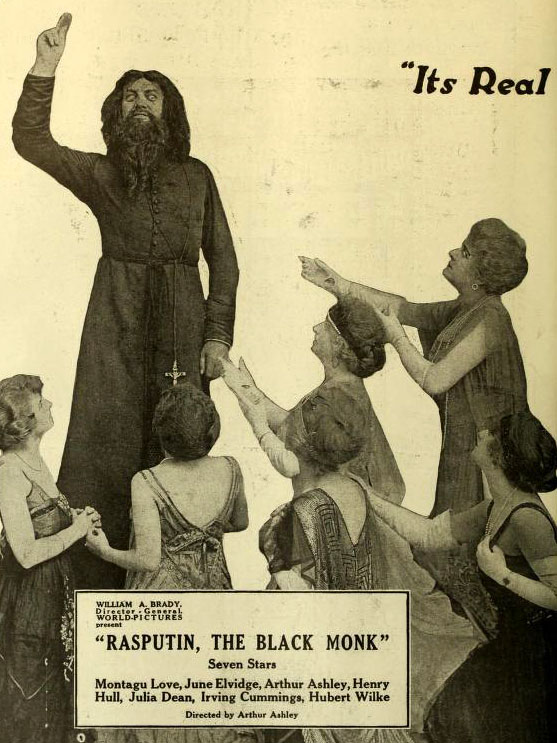
Rasputin, the Black Monk (1917)
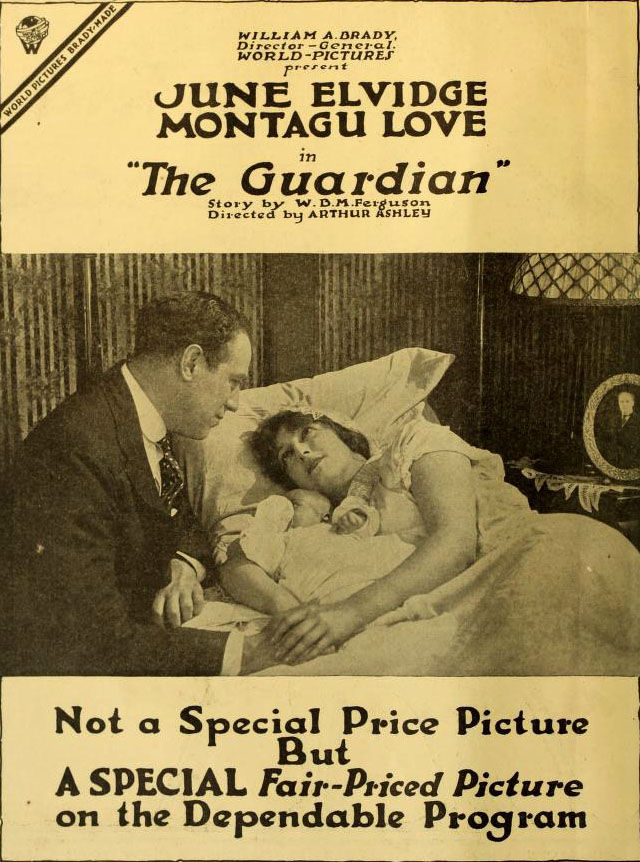
The Guardian (1917)
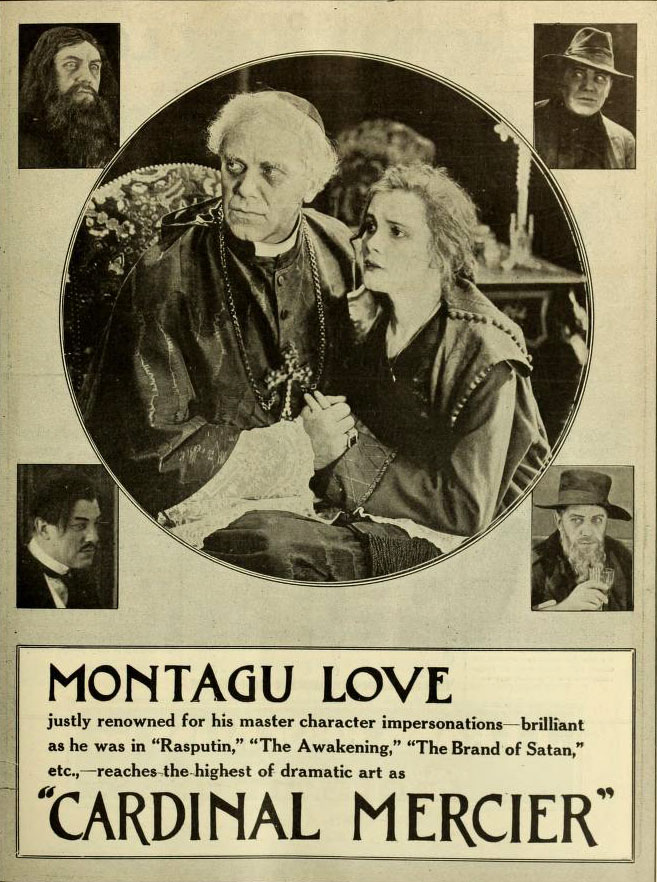
Cardinal Mercier (1917)

## Spettacoli teatrali
- The Second in Command
- The Ghost of Jerry Bundler
- Beauty and the Barge
- Grumpy
- Hangman's Whip, di Norman Reilly Raine e Frank Butler (Broadway 24 febbraio 1933)
- Richard of Bordeaux, di Gordon Daviot (Broadway 14 febbraio 1934)